# Dianthus japonicus
Dianthus japonicus es una planta herbácea de la familia de las cariofiláceas. Es originaria de Japón.

## Taxonomía
Dianthus japonicus fue descrita por Carl Peter Thunberg y publicado en Flora Japonica, . . . 183, t. 23. 1784.
Etimología
Dianthus: nombre genérico que procede del griego διόσανθος, palabra compuesta de Diós («de Zeus») y anthos («flor»), y ya fue usado por el botánico griego Teofrasto en su obra Historia de las plantas.
japonicus: epíteto geográfico que alude a su localización en Japón.
Sinonimia
- Dianthus ellipticus Turcz.
- Dianthus japonicus f. albiflorus J.Ohara ex Nakan.
- Dianthus japonicus f. albiflorus Honda & Koike
- Dianthus nipponicus Makino[3]